# Фавзія Фуад
Фавзія Фуад (араб. فوزية ابنة فؤاد, перс. فوزیه فؤاد; 5 листопада 1921, Александрія, Султанат Єгипет — 2 липня 2013, Александрія, Єгипет) — єгипетська принцеса, дочка султана Єгипту Ахмеда Фуада I (пізніше короля). Шахбану Імперської Держави Іран (1941—1948). Перша дружина шахиншаха Ірану Мохаммеда Реза Пахлаві. Була найстаршим представником скинутої єгипетської династії Мухаммеда Алі.
Також була відома під іменем Фавзія Чирін після того, як у 1949 році вдруге одружилася. Після революції 1952 року в Єгипті її королівські титули вже не визнавались, проте, згідно з міжнародним протоколом, представники колишніх королівських сімей мали право за собою зберегти ці титули, які отримали в часи правління династій, до яких належали.
Титули
- Її султанська вельможність принцеса Фавзія Єгипетська (1921—1922);
- Її королівська вельможність принцеса Фавзія Єгипетська (1922—1939, 1949—1952);
- Її імператорська і королівська вельможність принцеса Фавзія Єгипетська та Іранська (15-16 березня 1939);
- Її імператорська і королівська вельможність кронпринцеса Іранська, принцеса Єгипетська (1939—1941);
- Її імператорська величність імператриця Ірану (1941—1948);
- Її імператорська і королівська вельможність принцеса Фавзія Єгипетська та Іранська (1948—1949);
- Її імператорська і королівська вельможність принцеса Фавзія Єгипетська та Іранська, місіс Чирін (1952—2013).

## Біографія
Фавзія Фуад народилась 5 листопада 1921 року в палаці Рас-ель-Тін в Александрії, найстаршою дочкою султана Фуада І та султанки Назлі Сабрі. Фавзія мала албанське, турецьке, французьке і черкеське походження. Її прадід — Мухаммед Шариф-паша був тричі прем'єр-міністром Єгипту. Інший прадід — Сулейман-паша — французьким офіцером армії Наполеона І Бонапарта, який згодом прийняв іслам.
Освіту отримала в Швейцарії. Слабо оволоділа англійською та французькою мовами.
Шлюб принцеси Фавзії з кронпринцом Ірану Мохаммедом Реза Пахлаві був запланований батьком останнього Резою Шахом Пахлаві. У розсекреченому в травні 1972 року документі ЦРУ союз був описаний як політичний крок.
Принцеса Фавзі і кронпринц Мохаммед Реза Пахлаві одружилися в палаці Абдин в Каїрі 15 березня 1939 року. Коли вони повернулися до Ірану, весільна церемонія також відбулася і в Мармуровому палаці в Тегерані. У шлюбі народила дочку — принцесу Шахназ Пахлаві.
У зв'язку з невірністю чоловіка, а також через інші міркування подала на розлучення. У травні 1945 року повернулася до Єгипту, в Каїр, де отримала підтвердження розлучення. За деякими версіями причиною розлучення стала імпотенція шаха. У своїй книзі принцеса Ашраф Пахлаві (сестра-близнючка шаха) підтверджувала, що ініціювала розлучення Фавзія, а не її брат. Чоловік принцеси стверджував, що зажадав розлучення першим саме він.
Розлучення спочатку не визнавалося в Ірані протягом кількох років, і тільки 17 листопада 1948 року Тегеран офіційно його підтвердив. Однією з умов розлучення стало те, що їхня дочка мусила лишитися в Ірані.
В офіційному оголошенні про розлучення було заявлено, що причиною став перський клімат, який поставив під загрозу здоров'я імператорки. Пізніше екс-чоловік заявив, що не вважав розірвання шлюбу перепоною для подальших дружніх відносин Єгипту та Ірану.
28 березня 1949 року в палаці Коуба в Каїрі принцеса Фавзія одружилася з полковником Ісмаїлом Чирином. Від цього союзу народила сина і доньку.
Після революції в 1952 році, в результаті якої була ліквідована монархія, Фавзія продовжила жити в Єгипті.
В останні роки проживала в Александрії. Померла 2 липня 2013 року у віці 91 року. Церемонія прощання відбулася в мечеті Саєда Нафіса в Каїрі 3 липня. Вона була похована разом зі своїм другим чоловіком.

## Цікаві факти
- Її погляд часто порівнювали з американськими кінодівами Геді Ламар та Вів'єн Лі[24].

## Нагороди
| Стрічка | Назва                              |
|         | Орден Доброчинності (Єгипет, 1939) |
|         | Орден Сонця (Іран, 1940)           |

## Галерея

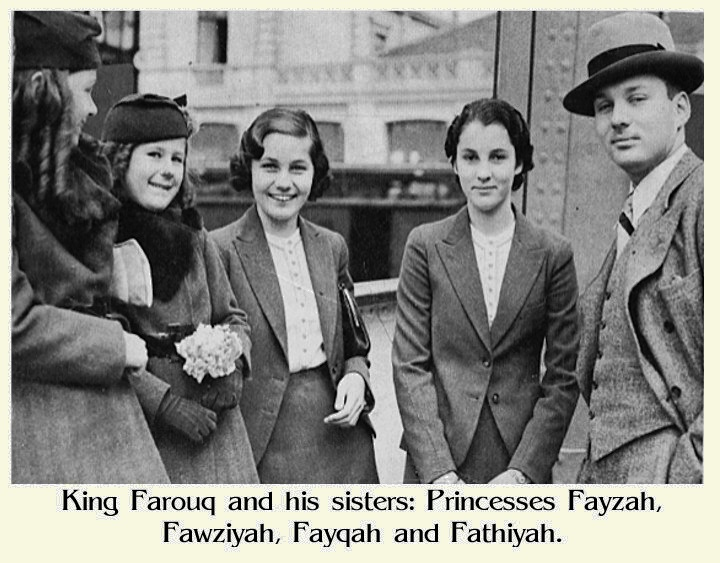
принцеса Фавзія з братом та сестрами (у центрі)
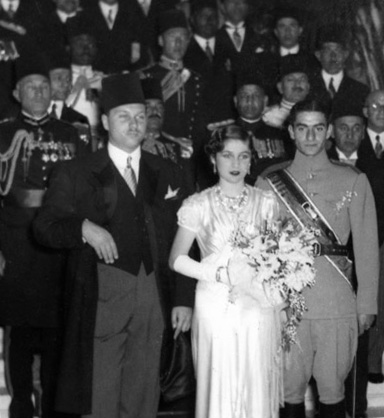
Світлина з весілля принцеси Фавзії та кронпринца Мохаммеда
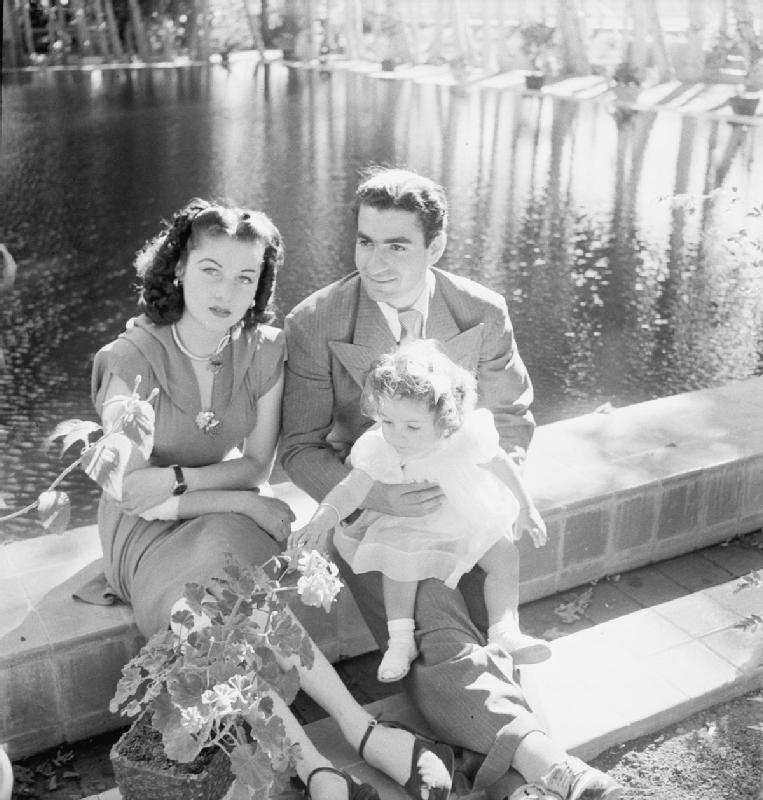
Принцеса Фавзія і кронпринц Мохаммед з дочкою Шахназ
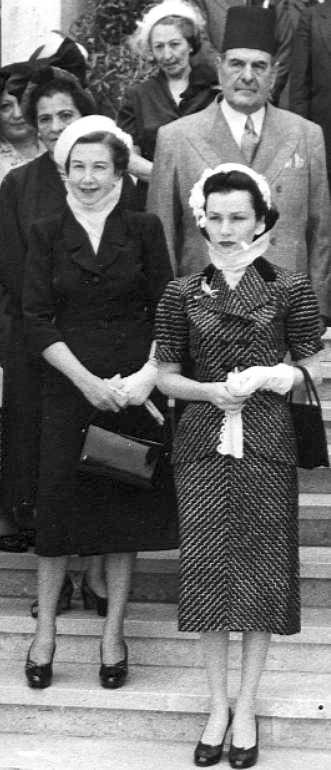
Принцеса Фавзія після розлучення в Єгипті
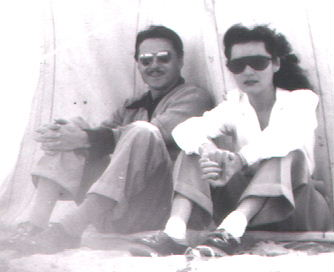
принцеса Фавзія з другим чоловіком